# Polynema mundum
Polynema mundum är en stekelart som beskrevs av Soyka 1946. Polynema mundum ingår i släktet Polynema och familjen dvärgsteklar. Inga underarter finns listade i Catalogue of Life.